# Даніель Томас Баррі
Даніель Томас Баррі (англ. Daniel Thomas Barry; нар. 30 грудня 1953, Норуолк, Ферфілд, Коннектикут, США) — американський інженер, учений і відставний астронавт НАСА.

## Освіта
1975 ступінь бакалавра наук в області електротехніки, Корнельський університет (Cornell University), Ітака, штат Нью-Йорк. 

1977 магістр технічних наук і ступінь магістра в галузі електротехніки / інформатики, Принстонський університет, Принстон, Нью-Джерсі. 

1980 ступінь доктора філософії в галузі електротехніки/інформатики, Принстонський університет, Принстон, Нью-Джерсі. 

1982 ступінь доктора медицини, Університет Маямі, Маямі, штат Флорида.

## Академічна кар'єра
Баррі має п'ять патентів, понад 50 статей у наукових журналах.

## Робота в НАСА
Баррі налітав більше 734 час ів в космосі, в тому числі 4 виходи у відкритий космос загальною тривалістю 25 час ів і 53 хвилин.

## Досвід космічних польотів

### STS-72Індевор

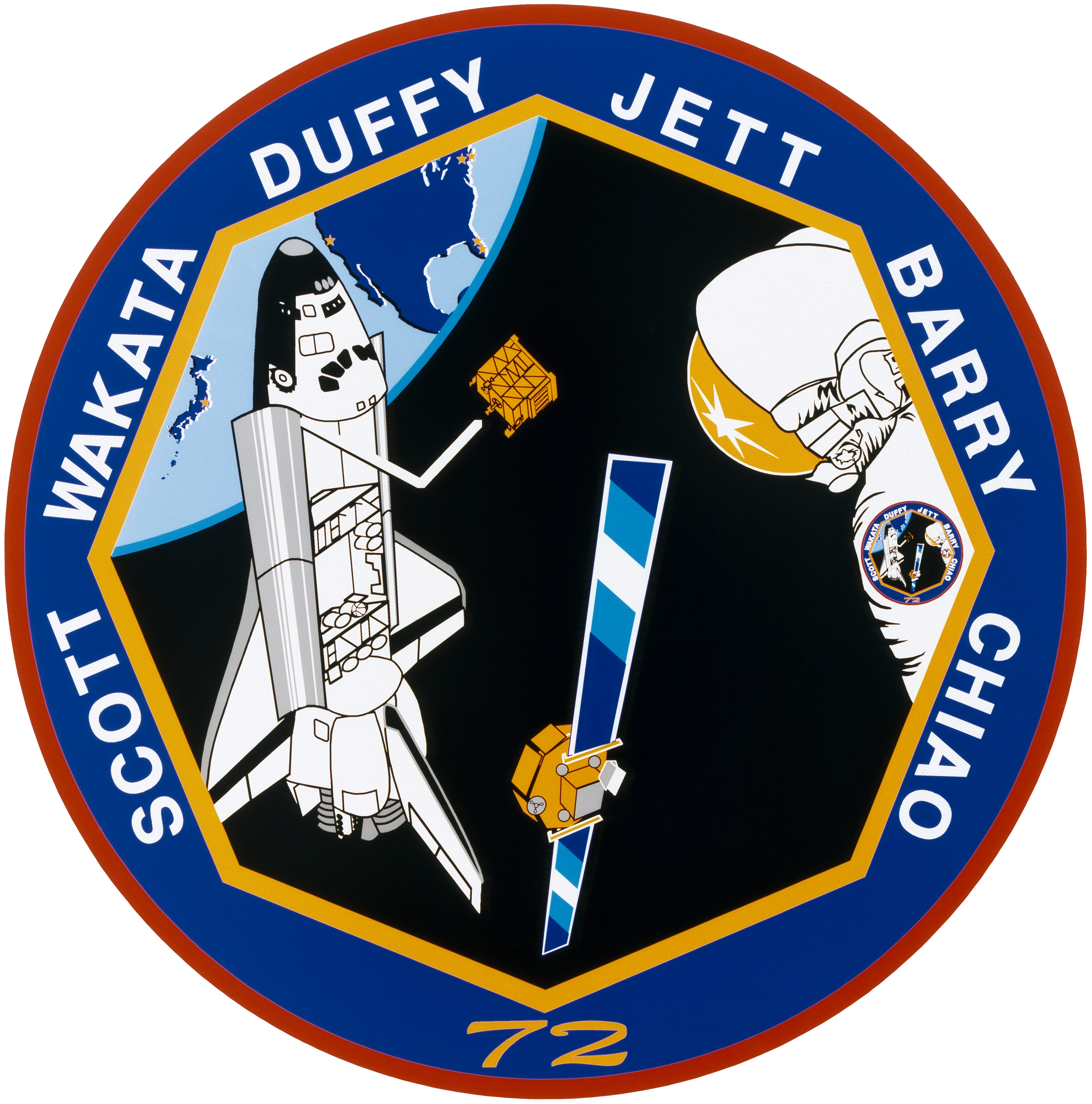
STS-72

З 11 січня по 20 січня 1996 Баррі здійснив свій перший політ: як фахівець місії (польоту) шаттла «Індевор» STS-72. Під час експедиції Баррі виконав вихід у відкритий космос разом з астронавтом Лероєм Чиао:
- 15 січня — тривалістю 6 годин 9 хвилин 19 секунд

Мета виходів — підготовка до складання на орбіті Міжнародної космічної станції. Під час виходу, астронавти Чиао і Баррі проводили різні технологічні експерименти з електричними і гідравлічними лініями.
Загальна тривалість польоту склала 8 діб 22 години 1 хвилину 46 секунд.

### STS-96Діскавері

STS-96

З 27 травня по 6 червня 1999 Баррі здійснив другий політ: спеціаліст з програмою місії (польоту) шатла «Дискавері» STS-96. Основне завдання місії — доставка матеріалів і устаткування на МКС. STS-96 була першою місією, завданням якої була состиковоться з Міжнародної космічної станції. Під час експедиції Баррі виконав вихід у відкритий космос:
- 30 травня — протягом 7 годин 55 хвилин.

Тривалість польоту склала 18 діб 17 годин 16 хвилин 2 секунди.

### STS-105Діскавері

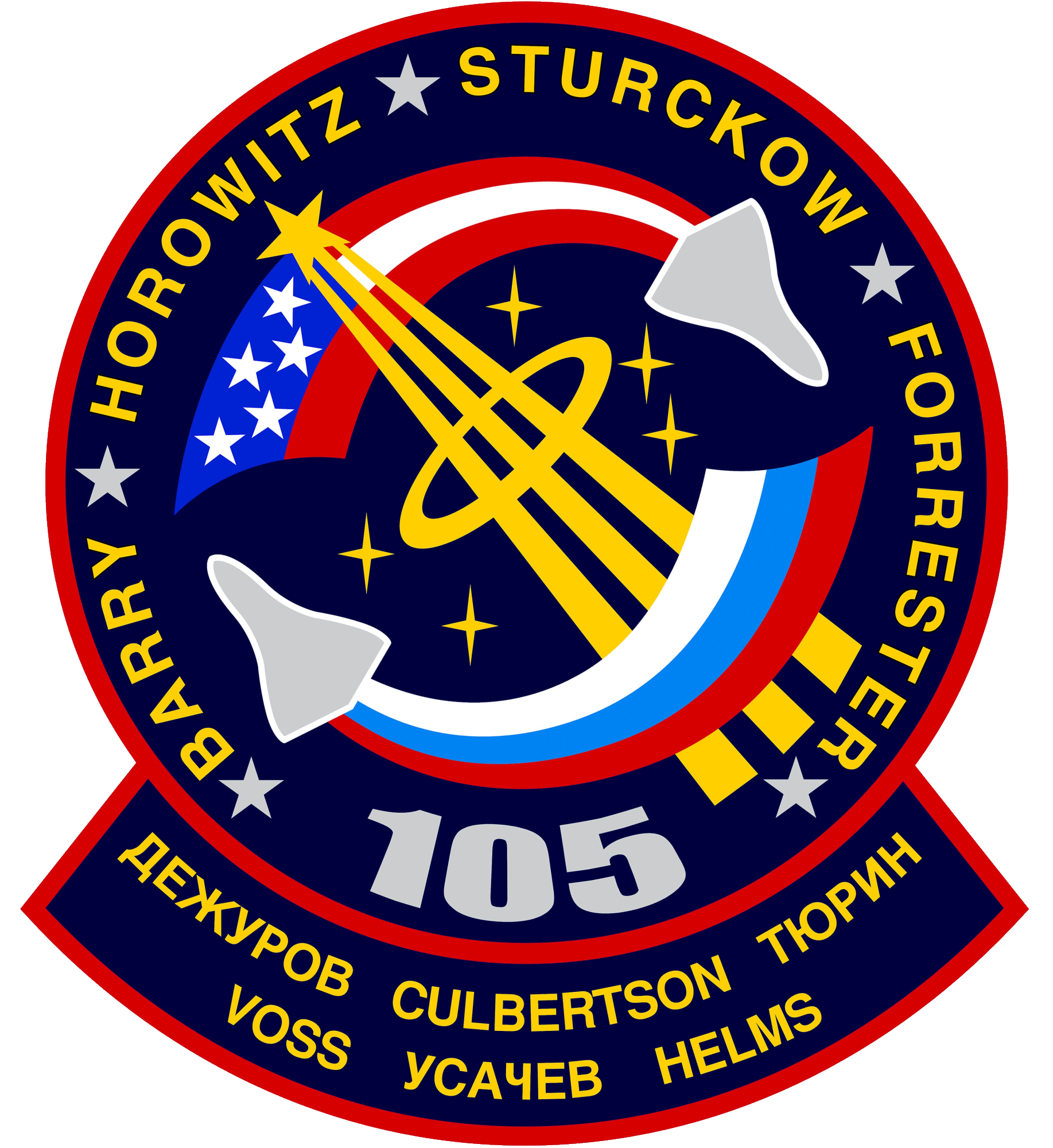
STS-105

З 10 серпня по 22 серпня 2001 Баррі здійснив свій третій політ: як фахівець польоту, бортінженер місії (польоту) шаттла «Дискавері» STS-105. Беррі і Патрік Форрестер Г. зробили два виходи у відкритий космос загальною тривалістю 11 годин і 45 хвилин.
- 16 серпня з 13:58 до 20:14 (UTC), тривалість 6 годин 16 хвилин. Установка на секції «ферми P6» блоку EAS із запасом аміаку; перенесення та встановлення двох контейнерів PEC на шлюзову камеру «Квест».
- 18 серпня з 13:42 до 19:11 (UTC), тривалість 5 г 29 хвилин. Установка поручнів OIH (від англ. Orbit-Installed Handrail) на поверхні модуля «Дестіні»; прокладка уздовж них двох силових кабелів LTA (від англ. Launch-to-Activation Heater) для установки секції «ферми S0» в польоті STS-110.

Тривалість польоту склала 11 діб 21 годину 13 хвилин.

## Особисте життя
Він одружений з нейробіологинею Сьюзен Р. Баррі. У 1971 році Даніель закінчив середню школу (англ. Bolton High School) в місті Олександрія (англ. Alexandria), штат Луїзіана.